# Ytterlännäs socken
Ytterlännäs socken i Ångermanland ingår sedan 1974 i Kramfors kommun och motsvarar från 2016 Ytterlännäs distrikt.
Socknens areal är 248,00 kvadratkilometer, varav 226,70 land. År 2000 fanns här 4 155 invånare. Tätorterna Bollstabruk och Nyland, en del av Sandslån samt sockenkyrkorna Ytterlännäs gamla kyrka och Ytterlännäs nya kyrka ligger i socknen. 

## Administrativ historik
Ytterlännäs socken har medeltida ursprung.
Vid kommunreformen 1862 övergick socknens ansvar för de kyrkliga frågorna till Ytterlännäs församling och för de borgerliga frågorna bildades Ytterlännäs landskommun. Landskommunen utökades 1952 och uppgick 1974 i Kramfors kommun.
1 januari 2016 inrättades distriktet Ytterlännäs, med samma omfattning som församlingen hade 1999/2000.  
Socknen har tillhört fögderier, tingslag och domsagor enligt vad som beskrivs i artikeln Ångermanland. De indelta båtsmännen tillhörde Andra Norrlands förstadels båtsmanskompani.

## Geografi
Ytterlännäs socken ligger sydost om Sollefteå kring Ångermanälven där denna rinner ut i havet. Socknen har odlingsbygd vid älven och är i övrigt en kuperad skogsbygd med höjder som når över 450 meter över havet.

### Geografisk avgränsning
Ytterlännäs socken sträcker sig i en långsmal form i öst-västlig riktning.
Socknens östligaste del ligger på Ångermanälvens östra sida och har en yta på endast cirka 2–3 km². Här ligger tätorten Sandslån med Ådalens industrimuseum på en ö strax söder om samhället. Ön är förbunden med fastlandet genom en bro. Sockengränsen går norrut och passerar strax väster om Dannero travbana. Socknen gränsar här mot Bjärtrå socken i öster. Byn Hammarsön ligger i socknen. Cirka 1 km norr om Dannero ligger "tresockenmötet" Ytterlännäs-Bjärtrå-Styrnäs. Socknen gränsar sedan mot Styrnäs socken på en sträcka av cirka 1,5 km till Logrundet ute i Ångermanälven. Här ligger "tresockenmötet" Ytterlännäs-Torsåker-Styrnäs. 
Från Logrundet går gränsen tvärs över älven strax norr om länsväg 333, som går på en bro över älven. Gränsen går upp på Västhammarsberget. I norr ligger nu Torsåkers socken. Ytterlännäs gränsar mot Torsåker på en sträcka av cirka 5 km över fastlandet. Strax söder om Dragåsen och öster om Häxberget ligger "tresockenmötet" Ytterlännäs-Torsåker-Dal. Härifrån går sockengränsen västerut med Dals socken i norr. Gränsen går tvärs genom Lesjön och passerar riksväg 90 cirka 1 km norr om byn Ökne. Längre västerut passerar gränsen Lövsjön och faller ut i Valasjön (98 m ö.h.), för att därefter gå mot nordväst och falla ut i Tunsjön (131 m ö.h.).
I denna del av socknen ligger bland annat byarna Filitjärn, Västansjö, Forsed, Sel och Angsta. Vid Tunsjöns norra del, där Tunsjöån avrinner norrut, finns en liten avskild enklav som tillhör Ytterlännäs socken. Den består av några gårdar vid sjöns norra ände på gränsen mot Multrå socken i Sollefteå kommun. I övrigt omges enklaven i söder av Dals socken samt i sydväst av en enklav av Torsåkers socken. Denna "Torsåkersenklav" gränsar även mot huvuddelen av Ytterlännäs socken längst i väster. I den västra delen av Ytterlännäs ligger bl.a. sjön Abborrsjön samt "byn" (fäboden?) med samma namn. Vid Stormobodarna ligger "tresockenmötet" Ytterlännäs-Torsåker (enklav)-Graninge. Härifrån söderut gränsar socknen mot Graninge socken i Sollefteå kommun. Här finns bland annat Starrmyrberget och Klingertjärnsberget. Den allra västligaste punkten på Ytterlännäs socken ligger i en spets strax sydväst om Lillingesbäcken, cirka 2 km öster om Graningesjöns sydspets.
Vid Kamsmyran ligger "tresockenmötet" Ytterlännäs-Graninge-Gudmundrå. Härifrån går sockengränsen mot öster ut till Ångermanälven vid Väja station. Området är i stort sett obebyggt och i söder ligger Gudmundrå socken. Sockengränsen går vid Väja ut i Bollstafjärdens mynning. Mitt ute i älven möts så Ytterlännäs, Gudmundrå och Multrå, varefter Ytterlännäs gränsar mot Bjärtrå socken upp till Sandslån.

## Fornlämningar
Man har funnit cirka 70 fornlämningar. Från stenålderns fångstkultur finns boplatser såväl i kustlägen som vid sjöar. Från järnåldern finns cirka 40 gravhögar samt en stor fornborg, Borgberget. Vidare finns omkring 40 fångstgropar.

## Namnet
Namnet (1396 Ytralänes) kommer från prästgården med en möjlig förled lä, 'kulle, hög' och efterleden näs, 'udde'. Yttre är tillagt för att särskilja från Överlännäs längre uppströms.
Före 1910 skrevs namnet även Ytter-Lännäs socken.

## Befolkningsutveckling
| Befolkningsutvecklingen i Ytterlännäs socken 1780–1990                                                   | Befolkningsutvecklingen i Ytterlännäs socken 1780–1990 | Befolkningsutvecklingen i Ytterlännäs socken 1780–1990 | Befolkningsutvecklingen i Ytterlännäs socken 1780–1990 | Befolkningsutvecklingen i Ytterlännäs socken 1780–1990 |
| --- | ------------------------------------------------------ | ------------------------------------------------------ | ------------------------------------------------------ | ------------------------------------------------------ |
| |                                                        |                                                        |                                                        |                                                        |
| År |                                                        |                                                        | Folkmängd                                              |                                                        |
| 1780 | 1780                                                   |                                                        | 786                                                    |                                                        |
| 1790 | 1790                                                   |                                                        | 997                                                    |                                                        |
| 1800 | 1800                                                   |                                                        | 1 001                                                  |                                                        |
| 1810 | 1810                                                   |                                                        | 1 071                                                  |                                                        |
| 1820 | 1820                                                   |                                                        | 1 089                                                  |                                                        |
| 1830 | 1830                                                   |                                                        | 1 188                                                  |                                                        |
| 1840 | 1840                                                   |                                                        | 1 345                                                  |                                                        |
| 1850 | 1850                                                   |                                                        | 1 662                                                  |                                                        |
| 1860 | 1860                                                   |                                                        | 2 083                                                  |                                                        |
| 1870 | 1870                                                   |                                                        | 2 567                                                  |                                                        |
| 1880 | 1880                                                   |                                                        | 3 392                                                  |                                                        |
| 1890 | 1890                                                   |                                                        | 4 441                                                  |                                                        |
| 1900 | 1900                                                   |                                                        | 6 000                                                  |                                                        |
| 1910 | 1910                                                   |                                                        | 6 230                                                  |                                                        |
| 1920 | 1920                                                   |                                                        | 6 828                                                  |                                                        |
| 1930 | 1930                                                   |                                                        | 7 112                                                  |                                                        |
| 1940 | 1940                                                   |                                                        | 6 916                                                  |                                                        |
| 1950 | 1950                                                   |                                                        | 6 376                                                  |                                                        |
| 1960 | 1960                                                   |                                                        | 5 979                                                  |                                                        |
| 1970 | 1970                                                   |                                                        | 5 579                                                  |                                                        |
| 1980 | 1980                                                   |                                                        | 5 223                                                  |                                                        |
| 1990 | 1990                                                   |                                                        | 4 777                                                  |                                                        |
| Anm: Källor: Umeå universitet - Tabellverket 1749-1859, Demografiska databasen, CEDAR, Umeå universitet. |                                                        |                                                        |                                                        |                                                        |